# آلکساندرا فیودوروفنا (شارلوت پروس)
آلکساندرا فیودوروفنا (روسی: Алекса́ндра Фёдоровна؛ IPA: [ɐlʲɪˈksandrə ˈfjɵdərəvnə]) همسر نیکلای یکم روسیه و مادر الکساندر دوم (روسیه) بود.
آلکساندرا در یک خانواده پادشاهی در کشور پروس متولد شده‌بود. او دختر فریدریش ویلهلم سوم بود و در کاخ شارلوتنبورگ واقع در شهر برلین متولد شده‌بود.